# Кругле (озеро)
Кругле (кримсько-тат. Adaman, Адаман) — солоне озеро, розташоване на півночі Красноперекопського району. Тип загальної мінералізації — солоне. Походження — лиманове. Група гідрологічного режиму — безстічне.

## Географія
Входить в Перекопську групу озер.
- Площа - 2,55 км.
- Площа водозбірного басейну - 5,05 км²,
- довжина - 2,5 км,
- найбільша ширина - 1,5 км
  - середня - 1,0 км,
- середня глибина - 1,0 м,
  - найбільша - 2,0 м.
- Найближчий населений пункт — село Пролетарка, розташоване на південний захід від озера.

Річки не впадають. З Красним озером пов'язано каналом. На захід від озера в безпосередній близькості розташовано Красне озеро, східніше — Киятске озеро.